# Villers-aux-Nœuds
Villers-aux-Nœuds ist eine französische Gemeinde mit 323 Einwohnern (Stand 1. Januar 2022) im Département Marne in der Region Grand Est (vor 2016 Champagne-Ardenne). Sie gehört zum Arrondissement Reims und zum Kanton Reims-4. Die Einwohner werden Villersnaudais genannt.

## Geographie
Villers-aux-Nœuds liegt etwa acht Kilometer südsüdwestlich von Reims am Fuß der Montagne de Reims. Umgeben wird Villers-aux-Nœuds von den Nachbargemeinden Bezannes im Norden, Reims im Nordosten, Champfleury im Osten, Villers-Allerand im Südosten, Sermiers im Süden, Chamery im Südwesten sowie Écueil im Westen und Südwesten.

## Bevölkerungsentwicklung
| Jahr                       | 1962 | 1968 | 1975 | 1982 | 1990 | 1999 | 2006 | 2018 |
| Einwohner                  | 105  | 111  | 147  | 169  | 182  | 185  | 175  | 224  |
| Quellen: Cassini und INSEE |      |      |      |      |      |      |      |      |

## Sehenswürdigkeiten
- Kirche Saint-Théodulphe, seit 1920 Monument historique

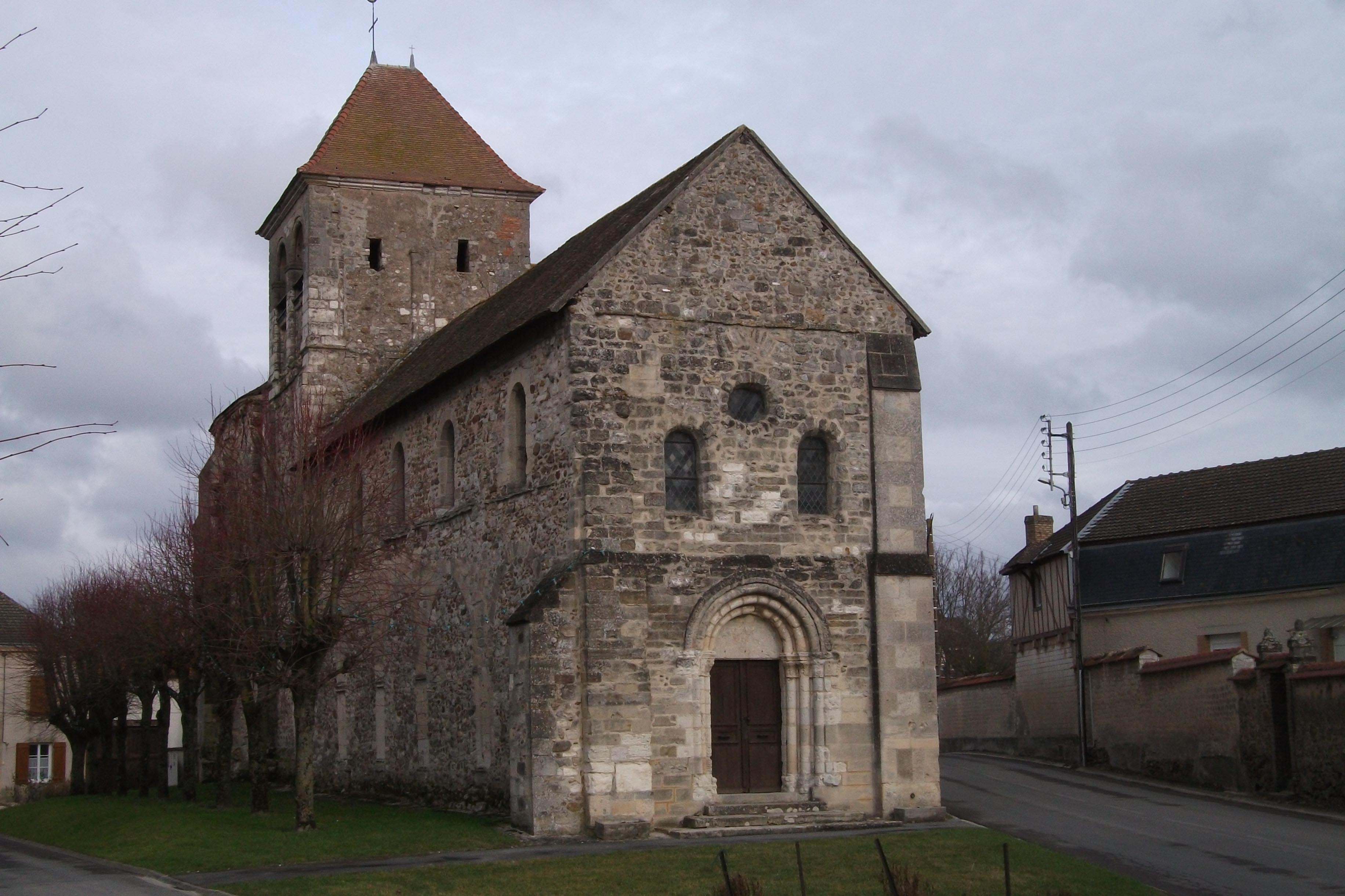
Kirche Saint-Théodulphe